# ماترهورن (فیلم)
«ماترهورن» (انگلیسی: Matterhorn (film)) فیلمی در ژانر کمدی است که در سال ۲۰۱۳ منتشر شد.